# 明詞綜
《明詞綜》，清代朱彝尊、王昶輯成，十二卷。
清代朱彝尊最早輯三唐五代宋金元詞成《詞綜》一書，後又續輯錄明詞，書稿未竟而卒。王昶得其遺稿，再加上自己所搜集的，編成《明詞綜》十二卷，收三百八十七家，成書於嘉慶七年（1802年），附於朱彝尊《詞綜》之後。